# Parafia św. Marii Magdaleny w Wąwelnie
Parafia św. Marii Magdaleny w Wąwelnie – parafia rzymskokatolicka w dekanacie Sępólno Krajeńskie w diecezji bydgoskiej. Proboszczem parafii jest ks. mgr lic. Michał Szmania. 
Erygowana w XIV wieku.
Miejscowości należące do parafii: Huta (część), Jaszkowo, Mierucin, Skoraczewo (część), Tonin, Toninek, Tuszkowo, Ostrówek i Wąwelno.

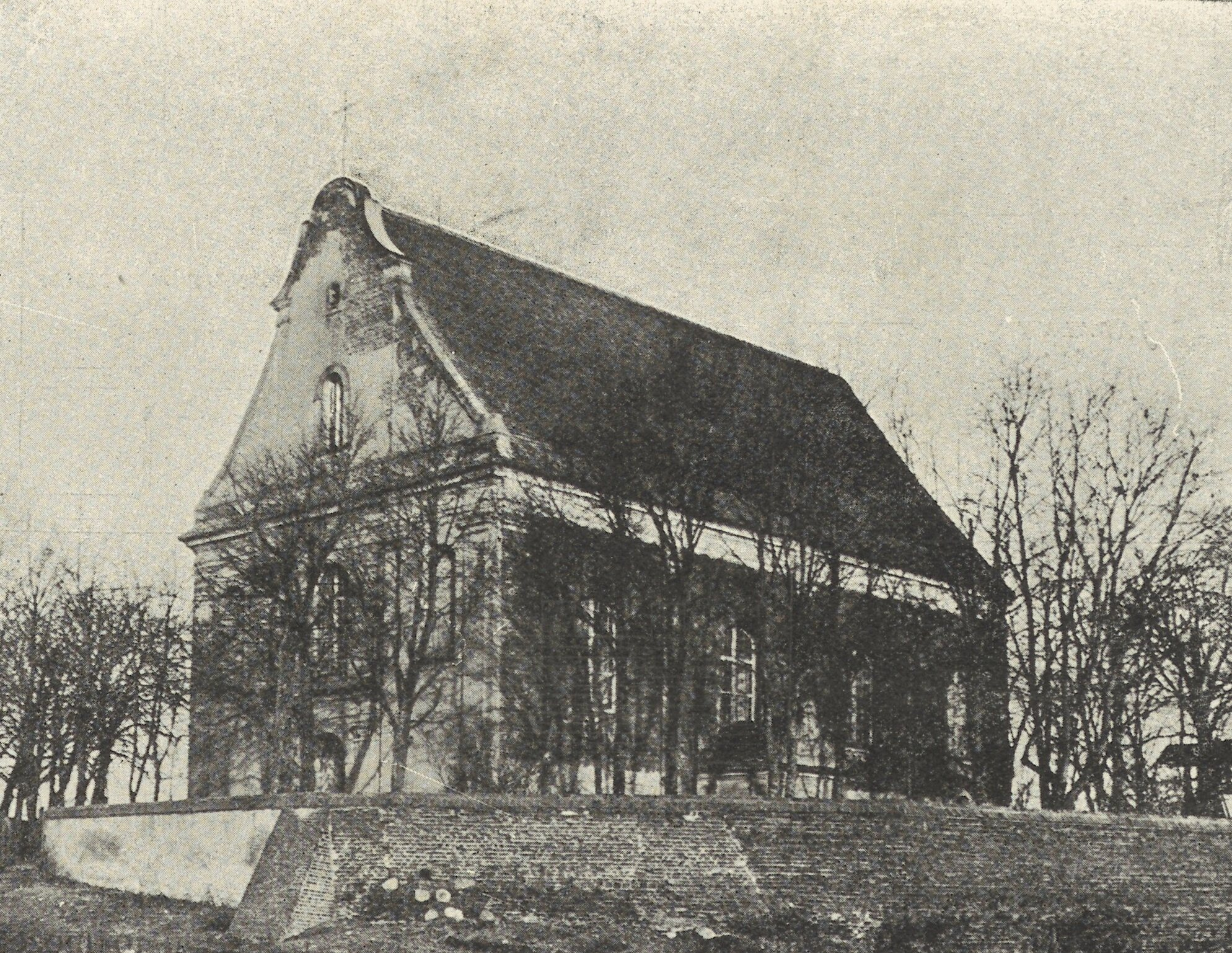
Widok kościoła przed 1929